# Compagnie Bretonne Aéronautique - COBRA
 (mai 2024).
La mise en forme du texte ne suit pas les recommandations de Wikipédia : il faut le « wikifier ».
Les points d'amélioration suivants sont les cas les plus fréquents :
- Les titres sont pré-formatés par le logiciel. Ils ne sont ni en capitales, ni en gras.
- Le texte ne doit pas être écrit en capitales (les noms de famille non plus), ni en gras, ni en italique, ni en « petit »…
- Le gras n'est utilisé que pour surligner le titre de l'article dans l'introduction, une seule fois.
- L'italique est rarement utilisé : mots en langue étrangère, titres d'œuvres, noms de bateaux, etc.
- Les citations ne sont pas en italique mais en corps de texte normal. Elles sont entourées par des guillemets français : « et ».
- Les listes à puces sont à éviter, des paragraphes rédigés étant largement préférés. Les tableaux sont à réserver à la présentation de données structurées (résultats, etc.).
- Les appels de note de bas de page (petits chiffres en exposant, introduits par l'outil «  Source ») sont à placer entre la fin de phrase et le point final[comme ça].
- Les liens internes (vers d'autres articles de Wikipédia) sont à choisir avec parcimonie. Créez des liens vers des articles approfondissant le sujet. Les termes génériques sans rapport avec le sujet sont à éviter, ainsi que les répétitions de liens vers un même terme.
- Les liens externes sont à placer uniquement dans une section « Liens externes », à la fin de l'article. Ces liens sont à choisir avec parcimonie suivant les règles définies. Si un lien sert de source à l'article, son insertion dans le texte est à faire par les notes de bas de page.
- La présentation des références doit suivre les conventions bibliographiques. Il est recommandé d'utiliser les modèles {{Ouvrage}}, {{Chapitre}}, {{Article}}, {{Lien web}} et/ou {{Bibliographie}}. Le mode d'édition visuel peut mettre en forme automatiquement les références.
- Insérer une infobox (cadre d'informations à droite) n'est pas obligatoire pour parachever la mise en page.

Pour une aide détaillée, merci de consulter Aide:Wikification.
Si vous pensez que ces points ont été résolus, vous pouvez retirer ce bandeau et améliorer la mise en forme d'un autre article.
La Compagnie Bretonne Aéronautique (sous l'acronyme COBRA), était une compagnie aérienne régionale française, basée sur l'aéroport de Brest dans le département du Finistère en Bretagne, effectuant du transport à la demande et des liaisons aériennes régulières principalement la ligne Brest-Ouessant.

## Histoire
A l'initiative d'adhérents de l'aéroclub de Brest qui mettent la main à la poche (une action valant 10 000 francs), la compagnie aérienne Cobra pour COmpagnie BRetonne Aéronautique était créée en 1955, pour réaliser la liaison aérienne régulière de passagers et fret entre le continent (Brest) et l'ile d'Ouessant,, ainsi que des promenades aériennes sur fond de détaxation du carburant en faveur des compagnies aériennes.
C'est Charles-Yves Peslin, ancien officier de l'armée de l'air et créateur de l'aérocub du Finistère qui a eu l'idée et imaginé le nom de la Cobra.
La Chambre de commerce de Brest participait également à la création de la compagnie. Le conseil général du Finistère faisait agrandir la piste en gazon de Ouessant.
Le premier vol commercial a eu lieu le 13 juillet 1955 avec un De Havilland Dragon-Rapide de 09 places et un Fairchild de 3 places qui atterrissaient sur une piste en gazon de 800 mètres sur 60 (piste 06-24).
La liaison s'effectuait tous les jours, 2 fois par jour pour un prix de la traversée à 1 500 francs.
L'avion partait de l'aéroport de Brest à 08h30 et 18h00 pour l'aérodrome d'Ouessant et de 09h00 et 18h30 d'Ouessant.
L'aérodrome d'Ouessant assurait le ravitaillement mais n'avait pas d'abri. Elle ne percevait pas de taxe à l'encontre de la Cobra,.
La Cobra avait demandé à l'aéroport de Brest de s'équiper d'un radiogoniomètre VHF.
La Cobra proposait également des circuits touristiques pour 1 000 francs (Rade de Brest, Presqu'île de Plougastel, l'Elorn) ou 4 000 francs (Rade de Brest, Presqu'île de Crozon, la Pointe du Raz, l'île de Sein, Douarnenez, Landévennec ou Plougastel).
Fin 1955, le Dragon avait volé 164 heures et le Fairchild 330 heures. Le budget s'élève alors à plus de 8 millions de francs (157 000 euros environ en 2005).
En mai 1956, la Cobra avait pour projet les lignes Brest - Jersey - Guernesey et Quimper - Jersey - Guernesey.
La Cobra inaugure une nouvelle ligne Brest - Quimper - Nantes le 05 novembre 1956 exploité en pool avec la compagnie Nantaise Air Ouest. Les deux compagnies avait pour but de satisfaire à un besoin identique, atténuer l'isolement insulaire.
Le 17 novembre 1956, le pilote du De Havilland 89 Dragon Rapide F-BHDY rate son atterrissage sur la piste détrempée d'Ouessant finissant sur le nez, sans aucun blessé. Il y aura pas de crédit pour financer les réparations de l'avion Dragon-Rapide.
Le député-maire Alfred Chupin, Président de l'aéroclub du Finistère, actionnaire de la Cobra avait obtenu une importante subvention des PTT pour apporter tous les jours le courrier sur l'île au lieu de trois fois par semaine en bateau ce qui permettait d'équilibrer le budget mais cet accord a été cassé et la compagnie maritime chargée des traversées avait récupéré cet argent.
Entre janvier et juillet 1957, 1 311 passagers avaient empruntés la Cobra dont la traversée passait de 1 500 francs à 2 000 francs.
Faute de rentabilité , la compagnie cessait son activité en octobre 1957.

## Le réseau
- Brest - Ouessant
- Brest - Quimper - Nantes

## Flotte
- De Havilland DH.89 Dragon Rapide immatriculé F-BHDY[9],[21]
- Fairchild[22]
- Percival 31 Proctor IV immatriculé F-BEKN[23].